# Conifaber manicoba
Espèce
Conifaber manicoba est une espèce d'araignées aranéomorphes de la famille des Uloboridae.

## Distribution
Cette espèce est endémique du Pará au Brésil,. Elle se rencontre vers Altamira.

## Description
La femelle holotype mesure 1,80 mm.

## Publication originale
- Salvatierra, Tourinho & Brescovit, 2017 : The smallest spider of Uloboridae, a new species of Conifaber Opell, 1982 (Arachnida: Araneae) from Brazil. Turkish Journal of Zoology, vol. 41, no 1, p. 306-310.